# District hospitalier de Carélie du Sud
Le district hospitalier de Carélie du Sud (sigle Eksote) est un district hospitalier regroupant les municipalités de la région de Carélie du Sud.

## Municipalités membres
Le district regroupe 9 communes:
| - Imatra - Lappeenranta - Lemi - Luumäki - Parikkala | - Rautjärvi - Ruokolahti - Savitaipale - Taipalsaari |

## Hôpitaux du district
- Hôpital central de Carélie du Sud